# CloverWorks
CloverWorks Inc. (jap. 株式会社CloverWorks Kabushiki-gaisha Kurōbā Wākusu) – japońskie studio animacji powstałe z Kōenji Studio należącego poprzednio do A-1 Pictures. Jest spółką zależną należącej do Sony Music Entertainment Japan wytwórni Aniplex.

## Historia
1 kwietnia 2018 roku A-1 Pictures rebrandowało należące do siebie Kōenji Studio na CloverWorks, dając mu unikalną markę dla rozróżnienia od Asagaya Studio. Siedziba studia została ulokowana w okręgu Suginami w Tokio.
Po zmianie marki cztery seriale anime, nad którymi pracowała załoga studia, zaktualizowały informacje w swoich napisach końcowych. Były to Slow Start, Darling in the Franxx, Persona 5: The Animation oraz Gyakuten Saiban: Sono „Shinjitsu”, Igiari!. Slow Start dokonało zmiany po zakończeniu pierwszej emisji podczas gdy Darling in the Franxx zmieniło napisy końcowe już w trakcie dystrybucji.
1 października 2018 roku CloverWorks ogłosiło oddzielenie się od A-1 Pictures, przy czym nadal pozostało ono spółką zależną od Aniplex.

## Produkcje

### Seriale
| Tytuł                                          | Stacja nadawcza     | Początek pierwszej emisji | Koniec pierwszej emisji | Liczba odcinków | Uwagi | Przypisy |
| ---------------------------------------------- | ------------------- | ------------------------- | ----------------------- | --------------- | --- | -------- |
| Slow Start                                     | Tokyo MX            | 7 stycznia 2018           | 25 marca 2018           | 12              | Na podstawie 4-panelowej mangi autorstwa Yuiko Tokumiego.                                                 | [ 8 ]    |
| Darling in the Franxx                          | Tokyo MX            | 13 stycznia 2018          | 7 lipca 2018            | 24              | Własna twórczość. We współpracy z Trigger i A-1 Pictures.                                                 | [ 9 ]    |
| Persona 5: The Animation                       | Tokyo MX            | 8 kwietnia 2018           | 30 września 2018        | 26              | Na podstawie gry komputerowej Persona 5 produkcji studia Atlus.                                           | [ 10 ]   |
| Seishun buta yarō                              | ABC                 | 4 października 2018       | 27 grudnia 2018         | 13              | Na podstawie light novel Hajime Kamoshidy.                                                                | [ 11 ]   |
| Dakaretai otoko 1-i ni odosarete imasu.        | Tokyo MX            | 5 października 2018       | 28 grudnia 2018         | 13              | Na podstawie mangi yaoi autorstwa Hashigo Sakurabiego.                                                    | [ 12 ]   |
| Gyakuten Saiban: Sono „Shinjitsu”, Igiari!     | NNS (ytv)           | 6 października 2018       | 30 marca 2019           | 23              | Drugi sezon, sequel Ace Attorney.                                                                         | [ 13 ]   |
| Fairy Tail                                     | TXN (TV Tokyo)      | 7 października 2018       | 29 września 2019        | 51              | Finałowy, dziewiąty sezon Fairy Tail. We współpracy z A-1 Pictures oraz Bridge.                           | [ 14 ]   |
| The Promised Neverland                         | Fuji TV (Noitamina) | 11 stycznia 2019          | 29 marca 2019           | 12              | Na podstawie shōnen mangi autorstwa Kaiu Shiraiego.                                                       | [ 15 ]   |
| Fate/Grand Order: Zettai majū sensen Babylonia | Tokyo MX            | 5 października 2019       | 21 marca 2020           | 21              | Na podstawie gry mobilnej Fate/Grand Order produkcji Delightworks.                                        | [ 16 ]   |
| Norimono Man Mobile Land no Car-kun            | NHK-E               | 2 kwietnia 2020           | 24 marca 2022           | 104             | Własna twórczość. Multimedialny projekt dla dzieci autorstwa Aniplex oraz Sony Music Entertainment Japan. | [ 17 ]   |
| Fugō keiji Balance: Unlimited                  | Fuji TV (Noitamina) | 9 kwietnia 2020           | 24 września 2020        | 11              | Na podstawie powieści Yasutaki Tsutsuiego.                                                                | [ 18 ]   |
| The Promised Neverland sezon 2                 | Fuji TV (Noitamina) | 8 stycznia 2021           | 26 marca 2021           | 11              | Sequel The Promised Neverland.                                                                            | [ 19 ]   |
| Horimiya                                       | Tokyo MX            | 10 stycznia 2021          | 4 kwietnia 2021         | 13              | Na podstawie mangi-komedii romantycznej autorstwa HERO.                                                   | [ 20 ]   |
| Wonder Egg Priority                            | NTV                 | 13 stycznia 2021          | 31 marca 2021           | 12              | Własna twórczość.                                                                                         | [ 21 ]   |
| Shadows House                                  | Tokyo MX            | 11 kwietnia 2021          | 4 lipca 2021            | 13              | Na podstawie mangi o zjawiskach nadprzyrodzonych autorstwa Somato.                                        | [ 22 ]   |
| Tokyo 24-ku                                    | Tokyo MX            | 6 stycznia 2022           | 7 kwietnia 2022         | 12              | Własna twórczość.                                                                                         | [ 23 ]   |
| Projekt: cosplay                               | Tokyo MX            | 9 stycznia 2022           | 27 marca 2022           | 12              | Na podstawie mangi autorstwa Shinichi Fukudy.                                                             | [ 24 ]   |
| Akebi-chan no Sailor-fuku                      | Tokyo MX            | 9 stycznia 2022           | 27 marca 2022           | 12              | Na podstawie mangi autorstwa Hiro.                                                                        | [ 25 ]   |
| Spy × Family                                   | TV Tokyo            | 9 kwietnia 2022           | 24 grudnia 2022         | 25              | Na podstawie mangi autorstwa Tatsuyi Endō. We współpracy z Wit Studio.                                    | [ 26 ]   |
| Kunoichi Tsubaki no mune no uchi               | Tokyo MX            | 10 kwietnia 2022          | 3 lipca 2022            | 13              | Na podstawie mangi autorstwa Sōichirō Yamamoto.                                                           | [ 27 ]   |
| Shadows House sezon 2                          | Tokyo MX            | 9 lipca 2022              | 24 września 2022        | 12              | Sequel Shadows House.                                                                                     | [ 28 ]   |
| Bocchi the Rock!                               | Tokyo MX            | 9 października 2022       | 25 grudnia 2022         | 12              | Na podstawie 4-panelowej mangi autorstwa Aki Hamaji.                                                      | [ 29 ]   |
| UniteUp!                                       | Tokyo MX            | 7 stycznia 2023           | 15 kwietnia 2023        | 12              | Na podstawie multimedialnego projektu produkcji Sony Music Entertainment Japan.                           | [ 30 ]   |

### Filmy
| Tytuł                                                            | Data premiery        | Uwagi                                                       | Przypisy |
| ---------------------------------------------------------------- | -------------------- | ----------------------------------------------------------- | -------- |
| Seishun buta yarō wa yumemiru shōjo no yume o minai              | 15 czerwca 2019      | Sequel Seishun buta yarō.                                   | [ 31 ]   |
| Sora no aosa o shiru hito yo                                     | 11 października 2019 | Własna twórczość.                                           | [ 32 ]   |
| Saenai Heroine no sodatekata Fine                                | 26 października 2019 | Sequel Saenai Heroine no sodatekata ♭.                      | [ 33 ]   |
| Fate/Grand Order: Shūkyoku tokuiten – kani jikan shinden Solomon | 30 lipca 2021        | Sequel Fate/Grand Order: Zettai majū sensen Babylonia.      | [ 34 ]   |
| Gekijōban Dakaretai otoko 1-i ni odosa rete imasu.: Supein-hen   | 9 października 2021  | Sequel Dakaretai otoko 1-i ni odosarete imasu.              | [ 35 ]   |
| Seishun buta yarō wa odekake Sister no yume o minai              | 23 czerwca 2023      | Sequel Seishun buta yarō wa yumemiru shōjo no yume o minai. | [ 36 ]   |

### ONA oraz OVA
| Tytuł                                                | Data premiery                   | Liczba odcinków | Uwagi                                                                   | Przypisy |
| ---------------------------------------------------- | ------------------------------- | --------------- | ----------------------------------------------------------------------- | -------- |
| 22/7                                                 | 28 marca 2018                   | 8               | Krótka seria obyczajowa o życiu codziennym członków zespołu 22/7.       | [ 37 ]   |
| Persona 5: The Animation – Proof of Justice          | 29 maja 2019                    | 1               | OVA dołączone do jedenastej płyty Blu-ray Persona 5: The Animation.     | [ 38 ]   |
| Persona 5: The Animation – A Magical Valentine’s Day | 26 czerwca 2019                 | 1               | OVA dołączone do dwunastej płyty Blu-ray Persona 5: The Animation.      | [ 38 ]   |
| Sakura Wars ~Sakura Kakumei ~Hana Saku Otome-tachi~  | 2 września 2020                 | 1               | Promocyjne ONA nowej gry mobilnej Sakura Wars.                          | [ 39 ]   |
| Powerful Pro yakyū Powerful kōkō-hen                 | 20 marca 2021 – 3 kwietnia 2021 | 4               | Na podstawie gry mobilnej produkcji Konami.                             | [ 40 ]   |
| VOY@GER                                              | 25 sierpnia 2021                | 1               | Upamiętnienie 16. rocznicy serii The Idolmaster. We współpracy z Khara. | [ 41 ]   |